# Дутов, Николай Григорьевич
Никола́й Григо́рьевич Ду́тов (19 декабря 1938, Черняное, Тамбовская область — 6 января 1992, Тамбов) — советский легкоатлет, специалист по бегу на длинные дистанции и кроссу. Выступал на всесоюзном уровне в 1960-х годах, победитель Кубка Европы, чемпион СССР по кроссу, бегу на 5000 и 10 000 метров, участник летних Олимпийских игр в Токио. Представлял Москву, Московскую область и Вооружённые силы. Мастер спорта СССР международного класса. Тренер по лёгкой атлетике.

## Биография
Николай Дутов родился 19 декабря 1938 года в селе Черняное Тамбовской области.
Занимался лёгкой атлетикой под руководством Николая Ивановича Пудова.
Впервые заявил о себе на взрослом всесоюзном уровне в сезоне 1963 года, когда стал седьмым в беге на 5000 метров на чемпионате страны в рамках III летней Спартакиады народов СССР в Москве.
В 1964 году одержал победу в дисциплине 14 км на чемпионате СССР по кроссу в Ужгороде, тогда как на чемпионате СССР в Киеве победил на дистанции 5000 метров и стал серебряным призёром на дистанции 10 000 метров. Благодаря череде удачных выступлений удостоился права защищать честь страны на летних Олимпийских играх в Токио — в программе бега на 5000 метров в финале с результатом 13:53.8 финишировал седьмым, в то время как в беге на 10 000 метров сошёл с дистанции.
После токийской Олимпиады Дутов остался действующим спортсменом и продолжил принимать участие в различных легкоатлетических турнирах. Так, в 1965 году он выиграл кросс на 14 км на чемпионате СССР по кроссу в Ужгороде, в дисциплине 10 000 метров он был лучшим в матчевой встрече со сборной США в Киеве и на Кубке Европы в Штутгарте.
В 1966 году победил в дисциплине 14 км на кроссовом чемпионате СССР в Ессентуках.
На чемпионате СССР 1969 года в Киеве превзошёл всех соперников в беге на 10 000 метров и завоевал золотую медаль.
За выдающиеся спортивные достижения удостоен почётного звания «Мастер спорта СССР международного класса».
По завершении спортивной карьеры занялся тренерской деятельностью, работал тренером в тамбовских спортивных обществах «Спартак» и «Урожай», в Специализированной детско-юношеской школе олимпийского резерва № 1 физкультурно-спортивного общества профсоюзов «Россия» в Тамбове. Среди его воспитанников титулованные легкоатлеты В. Михалёв, Ю. Барбашов, С. Миротин.
Умер 6 января 1992 года в Тамбове в возрасте 53 лет.
Ежегодно в Тамбове проводится Мемориал Олимпийца, МС СССР МК Николая Дутова.